# Crustulina albovittata
Espèce
Synonymes
- Steatoda albovittata Thorell, 1875

Crustulina albovittata est une espèce d'araignées aranéomorphes de la famille des Theridiidae.

## Distribution
Cette espèce est endémique d'Ukraine.

## Publication originale
- Thorell, 1875 : Verzeichniss südrussischer Spinnen. Horae Societatis entomologicae Rossicae, vol. 11, p. 39-122.